# Coceana
Coceana – wieś w Rumunii, w okręgu Prahova, w gminie Șirna. W 2011 roku liczyła 12 mieszkańców.